# 月與八音盒
「月與音樂盒」（月とオルゴール）是日本配音員新谷良子的第十一張細碟。由KING RECORDS發售。商品編號為LACM-4535。

## 收錄曲
1. - 作詞・作曲・編曲:R・O・N
2. - 作詞:R・O・N、作曲・編曲:川島弘光
3. （off vocal）
4. （off vocal）